# Rastlinstvo Madagaskarja
Rastlinstvo Madagaskarja sestavlja več kot 12.000 vrst rastlin, pa tudi slabo znano število gliv in alg. Približno 83 % vaskularnih rastlin Madagaskarja najdemo samo na otoku. Te endemite vključuje pet družin rastlin, 85 % od več kot 900 vrst orhidej, okoli 200 vrst palm in tako simbolične vrste, kot so popotnikova palma (Ravenala madagascariensis), šest vrst baobabov (Adansonia - kruhovec) in Catharanthus roseus. Visoka stopnja endemizma je posledica dolge izolacije Madagaskarja po njegovi ločitvi od afriškega in indijskega kopnega v mezozoiku, pred 150–160 oziroma 84–91 milijoni let. Vendar pa je od starodavne gondvanske flore ostalo le malo rastlinskih linij; večina obstoječih rastlinskih skupin se je priselila z razpršitvijo čez ocean precej po razpadu celine.
Po ločitvi celine je Madagaskar verjetno doživel sušno obdobje, tropski deževni gozd pa se je razširil šele pozneje v oligocenu do miocena, ko se je količina padavin povečala. Danes so vlažni gozdovi, vključno z nižinskimi gozdovi, predvsem na vzhodni planoti, kjer strmine zajemajo obilne padavine iz Indijskega oceana. Velik del centralnega visokogorja, v ekoregiji subhumidnih gozdov, danes prevladujejo travišča. Mnogi jih obravnavajo kot rezultat človekovega preoblikovanja krajine, vendar so nekateri morda bolj starodavni. Travniki se pojavljajo v mozaiku z gozdovi in grmičevjem, vključno z gozdom tapije (Uapaca bojeri), in trdolistnimi goščavami na visokih gorah. Suhi gozdovi in sukulentni gozdovi so v bolj suhem zahodnem delu in prehajajo v edinstveno bodičasto goščavo na jugozahodu, kjer je najmanj padavin in je mokro obdobje najkrajše. Mangrove se pojavljajo na zahodni obali, po vsem otoku pa najdemo različne mokrišča s prilagojeno floro.
Prva prisotnost človeka na Madagaskarju sega šele 2000–4000 let nazaj, naselitev v notranjosti pa se je zgodila stoletja pozneje. Malgaški ljudje so uporabljali avtohtono floro za različne namene, vključno s hrano, gradnjo in medicino. Eksotične rastline so uvedli zgodnji naseljenci, pozneje trgovci in francoski kolonialisti, mnoge pa so postale pomembne za kmetijstvo. Med njimi so riž, glavna jed malgaške kuhinje, ki jo gojijo na terasastih poljih v visokogorju, ter večji jam (Dioscorea alata), taro (Colocasia esculenta), kitajski fižol (Vigna unguiculata) in banane za kuhanje. Plantažni pridelki so liči, nageljnove žbice, kavovec in vanilija, ki je danes eden glavnih izvoznih proizvodov države. Poznamo več kot 1300 vnesenih rastlin, od tega jih je okoli 600 naturaliziranih, nekatere pa so invazivne.
Rast človeške populacije in gospodarska dejavnost sta povzročila pritisk na naravno vegetacijo v regiji, zlasti zaradi množičnega krčenja gozdov. Zaradi velikega endemizma in bogastva vrst na Madagaskarju, skupaj z močnim zmanjšanjem primarne vegetacije, je otok svetovno žarišče biotske raznovrstnosti. Za ohranitev naravnih habitatov je zaščitenih približno 10 % kopenske površine, vključno z območji svetovne dediščine Tsingy de Bemaraha in deževni gozdovi Atsinanane. Medtem ko so zgodovinsko večinoma evropski naravoslovci znanstveno opisovali floro Madagaskarja, danes številni nacionalni in mednarodni herbariji, botanični vrtovi in univerze dokumentirajo rastlinsko raznovrstnost in se ukvarjajo z njenim ohranjanjem.

## Raznolikost in endemizem
Madagaskar je bil opisan kot »eno najbolj floristično edinstvenih krajev na svetu«. Od leta 2018 je bilo po katalogu rastlin Madagaskarja znanih 343 družin vaskularnih rastlin in briofitov s približno 12.000 vrstami. Številne skupine rastlin so še vedno premalo poznane. Madagaskar je otok z drugim največjim številom žilnih rastlin, za Novo Gvinejo. Od žilnih rastlin jih je 83 % endemičnih: najdemo jih samo na Madagaskarju. Ti endemiti vključujejo pet celih družin rastlin: Asteropeiaceae, verbene Barbeuiaceae, Physenaceae, Sarcolaenaceae in Sphaerosepalaceae. Ocenjuje se, da je kar 96 % madagaskarskih dreves in grmovnic endemičnih.

### Vaskularne rastline
Med necvetočimi rastlinami praproti, likofiti (mahovi) in sorodnicami štejejo na Madagaskarju približno 570 opisanih vrst. Približno polovica teh je endemičnih; v družini luskastih drevesnih praproti Cyatheaceae, ki izvira iz vlažnih gozdov, so vse razen treh od 47 vrst endemične. Šest iglavcev iz rodu Podocarpus – vsi endemični – in ena, Madagaskarska cikasa (Cycas thouarsii), so avtohtoni na otoku.
V cvetočih rastlinah bazalne skupine in Magnolidni kompleks predstavljajo približno 320 madagaskarskih vrst, od katerih jih je približno 94 % endemičnih. Z vrstami najbolj bogate družine so Annonaceae, lovorovke (Lauraceae), Monimiaceae in Myristicaceae, ki vsebujejo predvsem drevesa, grmovnice in liane ter pretežno zelnato družino paprik (Piperaceae).
Enokaličnice so zelo raznolike. Vključujejo z vrstami najbolj bogato družino rastlin na Madagaskarju, kukavičevke (Orchidaceae), z več kot 900 vrstami, od katerih jih je 85 % endemičnih. Palmovke (Arecaceae) imajo na Madagaskarju okoli 200 vrst (večina v velikem rodu Dypsis), več kot trikrat več kot v celinski Afriki; vse razen petih so endemične. Rodovi palmovk, ki so endemični za Madagaskar, so Beccariophoenix, Bismarckia, Dypsis, Lemurophoenix, Marojejya, Masoala, Ravenea, Satranala, Tahina in Voanioala.
Druge velike družine enokaličnic vključujejo Pandanaceae z 88 endemičnimi vrstami pandanov (Pandanus), ki jih večinoma najdemo v vlažnih do mokrih habitatih, in Asphodelaceae z večino vrst in več kot 130 endemi v sukulentnem rodu Aloe. Trave (Poaceae, približno 550 vrst) in ostričevke (Cyperaceae, okoli 300) so bogate z vrstami, vendar imajo nižje stopnje endemizma (40 % oziroma 37 %). Endemična popotnikova palma (Ravenala madagascariensis), nacionalni simbol in široko zasajena, je edina madagaskarska vrsta v družini strelicijevk (Strelitziaceae).
Prave dvokaličnice (Eudicots) predstavljajo večino rastlinske raznolikosti Madagaskarja. Njihove z vrstami najbolj bogate družine na otoku so:
- Metuljnice (Fabaceae) (stročnice, 662 vrst – 77 % endemičnih), ki predstavljajo veliko dreves v vlažnih in suhih gozdovih, vključno s palisandrom;
- Broščevke (Rubiaceae) (družina kavovcev, 632 – 92 %), z več kot 100 endemičnimi vrstami Psychotria in 60 endemičnimi vrstami kavovcev (Coffea);
- Nebinovke (Asteraceae) (sestavljena družina, 535 – 81 %), z več kot 100 endemičnimi vrstami smiljev Helichrysum;
- Acanthaceae (družina akantovk, 500 – 94 %), z 90 endemičnimi vrstami v Hypoestes;
- Mlečkovke (Euphorbiaceae) (družina mlečkov, 459 – 94 %), predvsem velika rodova Croton in Euphorbia;
- Slezenovke (Malvaceae) (slezi, 486 – 87 %), vključno z velikim rodom Dombeya (177 – 97 %) in sedmimi od devetih baobabov (Adansonia), od katerih je šest endemičnih;
- Pasjestrupovke (Apocynaceae) (družina pasjestrupovk, 363 – 93 %), vključno z rožnatim zimzelenom (Catharanthus roseus);
- Melastomateae (melastomi, 341 – 98 %), predvsem drevesa in grmi.

### Nevaskularne rastline
Kontrolni seznam iz leta 2012 beleži 751 vrst mahov in infraspecifičnih taksonov, 390 jetrenjakov in trije rogovnjaki. Približno 34 % mahov in 19 % jetrenjakov je endemičnih. Ni znano, koliko od teh vrst je morda izumrlo od njihovega odkritja, število pa jih je verjetno še treba opisati.

### Glive
Na Madagaskarju obstaja sum na številne neopisane vrste gliv. V državi se uživajo številne užitne gobe, zlasti iz rodov Auricularia, Lepiota, Cantharellus (lisičke) in Russula (brightgills). Večino ektomikoriznih vrst najdemo v nasadih vnesenega evkaliptusa in bora, pa tudi v avtohtonih gozdovih tapije (Uapaca bojeri). Kitridna gliva Batrachochytrium dendrobatidis, odgovorna za hitridiomikozo, nalezljivo bolezen, ki ogroža populacije dvoživk po vsem svetu, je dolgo veljala za odsotno na Madagaskarju. Leta 2010 pa je bila zabeležena in od takrat potrjena na različnih območjih in v številnih družinah žab, kar je znanstvenike opozorilo na novo grožnjo že tako ogroženi žabji favni na otoku.
Dokumentiranih je bilo več kot 500 vrst lišajev Madagaskarja, vendar je bilo pravo število ocenjeno vsaj dvakrat večje. Vlažna tropska območja s silikatno kamninsko podlago predstavljajo približno dve tretjini države in tam je bilo najdenih največ lišajev. Suha tropska območja granitne in apnenčaste podlage sestavljajo drugo tretjino države z nekaj več kot 20 vrstami, dokumentiranih v teh habitatih.

### Alge
Alge, raznolika skupina nerastlinskih fotosintetskih organizmov, so na Madagaskarju na splošno slabo poznane. Pregled sladkovodnih diatomej je navedel 134 vrst; večina jih je bila opisanih iz fosilnih nahajališč in ni znano, ali so izumrle. Domneva se, da ima Madagaskar bogato endemično floro diatomeje. Depoziti diatomeje iz jezerskih sedimentov so bili uporabljeni za rekonstrukcijo paleoklimatskih variacij na otoku.

## Vrste vegetacije
Madagaskar ima kontrastne in edinstvene tipe vegetacije, ki jih določajo predvsem topografija, podnebje in geologija. Strmo vzhodno pobočje zajame večino padavin, ki jih prinašajo pasati iz Indijskega oceana. Posledično je v vzhodnem pasu večina vlažnih gozdov, medtem ko je na zahodu bolj suha vegetacija. Območje padavinske sence na jugozahodu ima polsušno podnebje. V centralnem višavju nad 800 m je nekaj visokih gora, čeprav ima masiv Tsaratanana na severu najvišjo nadmorsko višino, in sicer 2876 m. Temperature so najvišje na zahodni obali, z letnim povprečjem do 30 °C, medtem ko imajo visoki masivi hladno podnebje s 5 °C letno povprečje. Geologijo Madagaskarja sestavljajo predvsem magmatske in metamorfne temeljne kamnine, z nekaj lave in kvarcita v Centralni in vzhodni planoti, medtem ko ima zahodni del pasove peščenjaka, apnenca (vključno s formacijami tsingy) in nekonsolidiranega peska.
Izrazito razlikovanje med vzhodom in središčem z zahodom med madagaskarsko floro je opisal že angleški naravoslovec Richard Baron leta 1889. Avtorji 20. stoletja, vključno s Henrijem Perrierjem de la Bâthiejem in Henrijem Humbertom, so gradili na tem konceptu in predlagali več podobnih klasifikacijskih sistemov, ki so temeljili na florističnih in strukturnih merilih. Klasifikacija iz leta 2007, Atlas vegetacije Madagaskarja, razlikuje 15 tipov vegetacije (vključno z dvema degradiranima vrstama in gojenjem) na podlagi satelitskih posnetkov in talnih raziskav; opredeljeni so predvsem na podlagi strukture vegetacije in se razlikujejo po vrstni sestavi na različnih delih otoka. Delno ustrezajo sedmim kopenskim ekoregijam, ki jih je opredelil Svetovni sklad za naravo (WWF) na Madagaskarju.

### Vlažni gozdovi
Tropski deževni gozd pokriva okoli 8 % otoka, včasih pa več kot dvakrat toliko. Razteza se od morske gladine do 2750 m nadmorske višine in je predvsem na vzhodnih planotah, na tleh z lateritnimi prstmi. Na severu se vlažni gozd razteza proti zahodu do porečja reke Sambirano in otokov, vključno z Nosy Be. Letna količina padavin je 1500–2400 mm – do 6000 mm na območjih, kot je polotok Masoala – sušna sezona je kratka ali je sploh ni. Pretežno zimzelen gozd, visok do 35 m, je sestavljen iz drevesnih vrst in podrastja iz različnih družin, kot so Burseraceae, Ebenaceae, Fabaceae in Myristicaceae; pogosti so bambusi in liane. Cikloni večkrat prizadenejo vzhodno obalo Madagaskarja in lahko uničijo habitate. WWF razvršča vzhodni pas vlažnih gozdov pod 800 m nadmorske višine v ekoregijo 'nižinskih gozdov'  in gorske gozdove v visokogorju v ekoregijo 'subhumidnih gozdov'.
Degradiran vlažen gozd (savoka v malgaščini) pokriva približno 10 odstotkov otoka. Obsega različna stanja degradacije in je sestavljen iz gozdnih ostankov ter zasajenih ali drugače vnesenih vrst. Predvsem je posledica požigalništva v primarnih gozdovih. Nekateri delci gozda še vedno skrivajo precejšnjo količino biotske raznovrstnosti.
Obalni gozd, ki ga najdemo na več izoliranih območjih vzdolž vzhodne obale, pokriva manj kot 1 % kopnega, večinoma na peščenih usedlinah. Podnebje je vlažno, z 1300–3200 mm letnih padavin. Primorski gozd zajema peščene gozdove, močvirne gozdove in travnike. Flora vključuje različne drevesne družine, liane ter epifitske orhideje in praproti; v močvirnih gozdovih sta pogosta pandani (Pandanus) in popotnikova palma (Ravenala madagascariensis). Je del ekoregije 'nižinski gozdovi' po WWF.
Izolirano območje vlažnega gozda na jugozahodu, na vzhodnem pobočju masiva Analavelona in je v Atlasu razvrščen kot 'zahodni vlažni gozd'. Pojavlja se na lavah in pesku, na nadmorski višini 700–1300 m. Gozd se ohranja s kondenzacijo vlage iz dvigajočega se zraka. Je nezaščiten, vendar ga ima lokalno prebivalstvo za sveto. WWF ga uvršča v ekoregijo 'subhumidni gozdovi'.

### Suhi gozdovi in goščave
Suhi gozdovi, ki predstavljajo približno 5 % površine, so na zahodu, od severne konice otoka do reke Mangoky na jugu. Sega od morske gladine do 1600 m nadmorske višine. Podnebje je polsuho do suho, s 600–1500 mm letnih padavin in suho sezono, ki traja približno šest mesecev. Geologija je raznolika in lahko vključuje apnenec, ki tvori erodirane izdanke tsingyja (malgaško neprehodno z bosimi nogomi. Vegetacija je raznolika; sega od gozda do grmovja in vključuje drevesa vrst Burseraceae, Fabaceae, Euphorbiaceae in baobab. WWF razvršča severni del te vegetacije kot ekoregijo 'suhih listnatih gozdov', južni del, vključno z najsevernejšim območjem Didiereaceae, pa kot ekoregijo 'sukulentnih gozdov'.
Zahodni subhumidni gozd se pojavlja v notranjosti na jugozahodu in pokriva manj kot 1 % površine, večinoma na peščenjaku, na nadmorski višini 70–100 m. Podnebje je polvlažno do polsuho, s 600–1200 mm letnih padavin. Vegetacija, visoka do 20 m z zaprto krošnjo, vključuje raznolika drevesa s številnimi endemi, kot so baobabi (Adansonia), Givotia madagascariensis in palma Ravenea madagascariensis. Posek, krčenje in invazivne vrste, kot so opuncije in agave, ogrožajo ta tip vegetacije. Je del ekoregije 'subhumidnih gozdov' WWF.
Najbolj suh del Madagaskarja na jugozahodu ima edinstveno ekoregijo 'bodičastih gozdov' (WWF). Pokrivajo ok. 4 % njegove površine, na nadmorski višini pod 300 m, na podlagi iz apnenca in peščenjaka. Povprečna letna količina padavin je zelo majhna in koncentrirana v enem mesecu ali manj. Je gosta gošča, sestavljena iz rastlin, prilagojenih na suhe razmere, predvsem zaradi sočnih stebel ali listov, spremenjenih v bodice. Značilne rastline so endemična poddružina Didiereoideae, baobabi in vrste Euphorbia. Bolj odprto obalno grmičevje v regiji je v Atlasu ločeno razvrščen. Degradiran bodičasti gozd predstavlja ok. 1 % površine in je posledica poseka, čiščenja in poseganja. Vnesene vrste, kot so agave in opuncije, najdemo z ostanki avtohtone flore.

### Travniki, gozdovi in grmišča
Travišča prevladujejo na velikem delu Madagaskarja, več kot 75 % po nekaterih avtorjih. Najdemo jih predvsem na osrednjih in zahodnih planotah, kjer prevladujejo trave C4, kot sta navadna Aristida rufescens in Loudetia simplex in redno gorijo. Medtem ko jih mnogi avtorji razlagajo kot rezultat človeške degradacije s sečnjo dreves, govedorejo in namernim požiganjem, je bilo predlagano, da so vsaj nekatera travišča lahko primarna vegetacija. Travnike pogosto najdemo v mešanici z drevesi ali grmi, vključno z eksotičnim borovcem, evkaliptom in cipresami.
Atlas razlikuje 'mozaik gozdnato travinje–grmičevje', ki pokriva 23 % površine, in 'mozaik planotasto travinje–gozdno travinje', ki pokriva 42 %. Oba se pojavljata na različnih substratih in predstavljata večino ekoregije 'subhumidnih gozdov' WWF. Na višjih nadmorskih višinah na tanki prsti prerastejo v avtohtono trdolistno vegetacijo, ki med drugim vključuje grmičevje Asteraceae, Ericaceae, Lauraceae in Podocarpaceae, WWF pa jih je izpostavila kot ekoregijo 'ericoid bustes'.
Zimzeleni odprti gozdovi ali gozdni tipi, gozd tapije, najdemo na zahodnih in osrednjih planotah, na nadmorskih višinah 500–1800 m. Prevladuje istoimenska tapija (Uapaca bojeri) in pokriva manj kot 1 % površine. Široko regionalno podnebje je subhumidno do subaridno, vendar gozd tapije najdemo predvsem v bolj suhih mikroklimah. Drevesa, razen tapije, vključujejo endemične vrste Asteropeiaceae in Sarcolaenaceae z zelnatim podrastjem. Gozd tapije je izpostavljen človekovemu pritisku, vendar razmeroma dobro prilagojen požaru. Spada v ekoregijo 'subhumidnih gozdov' WWF.

### Mokrišča
Močvirja, močvirni gozdovi in jezera so v vseh regijah, skupaj z rekami in potoki. Tipične vrste vlažnih habitatov vključujejo več endemičnih šašev, praproti, pandanov (Pandanus) in popotnikovo palmo. Dve vrsti vodnih lilij (Nymphaea lotus in N. nouchali) najdemo na zahodu in vzhodu. Lagune najdemo predvsem na vzhodni obali, pojavljajo pa se tudi na zahodni; imajo specializirano halofitno floro. Šotna barja so omejena na visokogorje nad 2000 m nadmorske višine; njihova izrazita vegetacija med drugim vključuje sphagnum mah in vrste rosike (Drosera). Mnoga mokrišča so bila spremenjena v riževa polja in jim sicer grozi uničenje in onesnaženje.
Mangrove se pojavljajo na zahodni obali Mozambiškega kanala, od samega severa do tik južno od delte reke Mangoky. Na Madagaskarju je znanih enajst drevesnih vrst mangrov, od katerih najpogostejše pripadajo družinam Acanthaceae, Lecythidaceae, Lythraceae, Combretaceae in Rhizophoraceae. Gozdovi mangrov so ogroženi zaradi poseganja in poseka. WWF navaja mangrove Madagaskarja kot ločeno ekoregijo.